# قتل ناموسی
جنایت‌های ناموسی یا قتل ناموسی به ارتکاب خشونت و اغلب قتل زنان یک خانواده به دست مردان خویشاوند خود گفته می‌شود. این زنان به علت «ننگین کردن شرافت خانواده خود» مجازات می‌شوند. این ننگ موارد گوناگونی را شامل می‌شود از جمله خودداری از ازدواج اجباری، قربانی یک تجاوز جنسی بودن، طلاق گرفتن (حتی از یک شوهر ناشایست)، رابطه با جنس مخالف، یا ارتکاب زنا. برای اینکه فردی قربانی جنایت‌های ناموسی شود، فقط اینکه گمان برده شود او آبروی خانواده را بر باد داده‌است کافی‌ست. این سوءظن‌ها معمولاً بر احساسات و ادراک مردان استوار هستند تا بر حقیقت عینی.

## تاریخچه

دعا اسود خلیل دختر ۱۷ ساله‌ای که در یک قتل ناموسی کشته شد

قتل‌های مبتنی بر شَرَف، از زمان تمدن روم باستان رواج داشته‌است، جایی که بزرگان یا مردان ارشد خاندان، حق داشتند جان یک همسر زناکار یا دختر مجردی که رابطهٔ جنسی برقرار کرده بود را بستانند. مارکوس کاتو، دولتمرد رومی گفته‌است:
«اگر شما همسرتان را در حال زنا گرفتار کنید، می‌توانید با کشتنش او را مجازات کنید؛ اما اگر مرتکب زنا شوید او اجازه ندارد حتی انگشتش را به‌شما بزند، چون قانون این است». 
اعتقاد به این اصل که شوهر حق دارد همسر بی‌وفای خود را به‌همراه فاسقش بکشد، پیش از رومیان و در قوانین حمورابی، نِسیلیم و آشوری قابل مشاهده‌است. در قوانین حمورابی و آشوری به این موضوع که بکارت زن متعلق به خانواده‌اش است هم اشاره شده‌است.
آزتک‌ها برای زنای محصنه مجازات مرگ به‌شیوهٔ خفه کردن یا سنگسار را در نظر گرفته بودند که معمولاً شامل لِه کردن سر مجرم بود. با این حال، این حکم تنها پس از اثبات جرم قابل اجرا بود و مردی که همسرش را در حال خیانت می‌دید، اجازه نداشت او را بکشد. او موظف بود منتظر محاکمه بماند و در غیر این‌صورت خودش را بکشد. اینکاها دست و پای زناکارها را به یک دیوار می‌بستند و آن‌ها را رها می‌کردند تا از گرسنگی جان بدهند. قوانین اینکاها، این اجازه را به مردان می‌داد تا در صورتی که همسرشان را مظنون به زنا بدانند، او را بکشند اما زن‌ها چنین حقی نداشتند و زنی که همسرش را به دلیل زنا می‌کشت، از پا آویزان و رها می‌شد تا جان بدهد.
قتل ناموسی در اروپای قرون وسطایی هم وجود داشته و زنان زناکار به‌همراه شریک جنسی‌شان با سنگسار کردن مجازات می‌شده‌اند. در دورهٔ حکمرانی دودمان چینگ در چین، پدران و همسران حق داشتند دخترانی را که باعث «بی‌آبرویی» شده بودند را بکشند.

## شیوع
جنایت‌های ناموسی صورتی از خشونت علیه زنان محسوب می‌شوند. بر اساس آمار صندوق جمعیت سازمان ملل، سالانه حدود ۵۰۰۰ زن در قتل‌های ناموسی کشته می‌شوند. این در حالیست که بسیاری از گروه‌های فعال در زمینهٔ حقوق زنان در خاورمیانه و جنوب غربی آسیا رقم قربانیان این قتل‌ها را حداقل ۲۰٬۰۰۰ در سال برآورد می‌کنند. بیشتر اینان ساکن غرب آسیا، شمال آفریقا و بخش‌هایی از جنوب آسیا هستند. در سال ۱۹۹۹ حداقل ۱۰۰۰ زن به این شکل در پاکستان به قتل رسیدند. بر اساس این آمار، این جرایم بیشتر در کشورهای اسلامی رخ می‌دهند در حالی که به گفته رهبران مذهبی، هیچ ریشه‌ای در اسلام ندارند.

### جنوب آسیا

#### پاکستان
قتل ناموسی در پاکستان پدیده‌ای رایج است و با نام «کارو کاری» شناخته می‌شود. این قتل‌ها معمولاً توسط اعضای خانوادهٔ قربانیان انجام می‌شود و به باور آن‌ها مجازاتی است برای «شرمندگی اجتماعی» که مقتول مسبب آن بوده‌است. در پاکستان، این فقط افراد نیستند که مرتکب قتل ناموسی می‌شوند و در برخی مناطق آن کشور، دادگاه‌های قبیله‌ای زنان را به جرم بی‌حرمت کردن یک خانواده یا قبیله، به اعدام محکوم می‌کنند.
دربارهٔ تعداد این قتل‌ها آمار مختلفی ارائه شده اما در واقع هیچ آمار رسمی دقیقی در مورد شمار قتل‌های ناموسی پاکستان وجود ندارد زیرا این موارد، معمولاً یا گزارش نمی‌شوند یا خانواده‌ها آن را خودکشی و مرگ طبیعی جلوه داده و به ثبت می‌رسانند. گاردین در سال ۲۰۰۹ شمار قربانیان قتل‌های ناموسی در پاکستان را سالانه ۱۰٬۰۰۰ ذکر کرده و رویترز در سال ۲۰۱۶ آمار قربانیان قتل‌های ناموسی آن کشور را سالانه بیش از ۵۰۰ نفر - که تقریباً همگی زن هستند - ذکر کرده‌است. این درحالی‌ست که فعالان حقوق بشر پاکستان تخمین می‌زنند که سالانه حدود ۱۰۰۰ قتل ناموسی در آن کشور رخ می‌دهد.
در فوریهٔ ۲۰۱۶، قانونگذاران ایالت پنجاب، قانونی را تصویب کردند که همهٔ اشکال خشونت علیه زنان را شایستهٔ مجازات می‌دانست. در واکنش به این قانون بیش از ۳۰ گروه مذهبی، از جمله تمام احزاب اصلی جریان سیاسی اسلامی خواستار فسخ این قانون شدند. این گروه‌ها فعالیت‌های حوزهٔ حقوق زنان را برابر با تبلیغ شرارت می‌دانند و می‌گویند قانون جدید باعث افزایش آمار طلاق و نابودی سیستم سنتی خانواده در آن کشور خواهد شد. نتایج نظرسنجی سال ۲۰۱۴ مرکز تحقیقات پیو حاکی از آن است که از هر ۱۰ شهروند پاکستانی ۴ نفرشان به نوعی قتل ناموسی را موجه می‌دانند.

#### افغانستان
در افغانستان هم بیشتر قربانیان قتل‌های ناموسی زنان و دختران هستند و دلیل اصلی قتل آن‌ها «رابطهٔ جنسی خارج از عقد» است. بر اساس یافته‌های کمیسیون مستقل حقوق بشر افغانستان، مواردی مانند فرار از خانه، مورد تجاوز قرار گرفتن، عدم علاقه به ازدواج، ازدواج اجباری و ابراز علاقه به مردی که قصد ازدواج با او را دارند دیگر دلایل قتل زنان افغان هستند.
قوانین افغانستان بین زنا و موقعیتی که در آن شخصی که با تهدید، فریب یا زور مورد تجاوز قرار گرفته تمایز قائل می‌شوند یا فرار از خانه را جرم نمی‌دانند. اما در برخی مناطق روستایی که طالبان در آنجا نفوذ قابل توجهی دارند، اهالی که اغلب دولت را فاسد یا غیرقابل اعتماد می‌دانند، برای حل و فصل اختلافات به دادگاه‌های طالبان می‌روند یا راساً فرد خاطی را مجازات می‌کنند. کمیسیون مستقل حقوق بشر افغانستان در سال ۲۰۱۹ قتل ۲۳۸ زن افغان را ثبت کرده که ۹۶ مورد آن قتل‌های ناموسی بوده‌است.

#### هند
رسانه‌های هندی هر ساله گزارش‌های متعددی از قتل مردان و زنانی منتشر می‌کنند که به دلیل ازدواج‌های متناقض با آداب و رسوم و کاست خانوادگی یا اجتماعی‌شان کشته می‌شوند. بر اساس آمار دایره ملی ثبت جنایات هند، در سال ۲۰۱۶، ۶۹ قتل ناموسی در آن کشور رخ داده‌است اما فعالان اجتماعی معتقدند که شمار واقعی جانباختگان قتل‌های ناموسی هند، بسیار بالاتر از این آمار است.
دولت هند در دههٔ ۱۹۸۰ میلادی مجازات‌های سختی را برای مسببان خشونت علیه زنان وضع کرد. با این حال، قتل‌های ناموسی مبتنی بر ازدواج‌های متقابل و بین مذهبی همچنان در مناطق روستایی رخ می‌دهد و معمولاً به دلیل حمایت مستقیم یا غیرمستقیم اهالی، به پلیس گزارش نمی‌شوند.

### خاور میانه و شمال آفریقا

#### ترکیه
پژوهشی در ترکیه نشان می‌دهد بین سالهای ۲۰۰۰ تا ۲۰۱۰ درصد قابل توجهی قتل ناموسی در کشور وجود داشته‌است. بر اساس این پژوهش بسیاری از زنان تُرک توسط همسر یا افراد مذکر خانواده‌شان (پدر، برادر یا سایر وابستگان) کشته شده‌اند. در ترکیه اطلاع‌رسانی در مورد قتل‌های ناموسی محدود و غیرشفاف است، با این‌حال آمار رسمی نشان می‌دهند بین سالهای ۲۰۰۰ تا ۲۰۰۵، ۱٬۰۹۱ زن تُرک، قربانی این قتل‌ها شده‌اند.
نتایج یک پژوهش تحت عنوان «پروژه قتل‌های ناموسی» که توسط «انجمن جمعیت ترکیه» و با پشتیبانی صندوق جمعیت و برنامهٔ توسعهٔ سازمان ملل انجام شده نشان می‌دهد شهروندان ترکیه شرف و ناموس را مهم‌ترین عامل در زندگی و والاتر از هر ارزش دیگر به حساب می‌آورند. بر اساس این پژوهش که در چهار شهر استانبول، آدانا، شانلی‌اورفه و باتمان به صورت کتبی و شفاهی انجام شده هفتاد درصد افراد مصاحبه‌شونده (از جمله زن‌ها) در مواجهه با سؤال «ناموس چیست؟» پاسخ دادند: «ناموس زن آدم است».

#### ایران
قتل ناموسی در برخی شهرهای ایران هم رایج است. حدود ۲۰ درصد از کل قتل‌ها و ۵۰ درصد از قتل‌های خانوادگی در این کشور به مسائل جنسی و ناموسی مربوط می‌شوند.
به عقیدهٔ برخی از فعالان حقوق زنان، این «مشکل جدی و هنوز مهارنشده» ریشه در قوانین مردسالارانهٔ ایران دارد. بر اساس ماده ۶۳۰ قانون مجازات اسلامی «هرگاه مردی زنش را با مرد دیگری در بستر ببیند و علم به عدم مخالفت زن داشته باشد، می‌تواند هردوی آنها را بکشد» و ماده ۳۰۱ آن قانون هم تصریح کرده که «پدر و جد پدری به خاطر کشتن فرزند قصاص نمی‌شوند».

#### اردن
معمولاً هر ساله بین ۱۵ تا ۲۰ قتل ناموسی در اردن گزارش می‌شود و در اغلب موارد قربانیان زنان و دختران هستند. در اردن با استناد به قانون پیشگیری از وقوع جرم تصویب شده در سال ۱۹۵۴، زنانی که در معرض خطر جانی قرار دارند می‌توانند برای مدت نامحدود بازداشت شوند. بر این اساس دولت اردن صدها زن و دختر را برای حفظ جانشان و با هدف در امان بودن از خطر کشته شدن به دست اعضای خانواده‌شان در زندان‌های زنان محبوس می‌کند.
گرچه قوانین اردن برای قتل، مجازات اعدام یا حبس ابد را در نظر گرفته‌اند، سیستم قضایی آن کشور در مواجهه با جرایم ناموسی ضعف‌هایی دارد. قاضی‌های اردنی اغلب، حکم مرتکبان این جرم‌ها را بسیار کاهش می‌دهند و عاملان ممکن است به مجازات‌هایی مثل حبس‌های کوتاه‌مدت محکوم شوند یا اصلاً به زندان نروند. یکی از نمونه‌ها موردی مربوط به کِفایا، دختر ۱۶ سالهٔ اردنی بود که در سال ۱۹۹۴ اتفاق افتاد. او که متعلق به یک خانوادهٔ بسیار سنتی بود پس از آن‌که توسط برادرش (محمد) مورد تجاوز قرار گرفت، باردار شد و برای مخفی کردن این رسوایی مجبور شد با مردی ۳۴ ساله ازدواج کند. اما آن وصلت، ۶ ماه بعد به طلاق منجر شد و «بی‌حیثیتی» پیش‌آمده باعث شد یکی دیگر از برادران (خالد)، کِفایا را به قتل برساند. در این پرونده خالد به هفت سال زندان محکوم شد و محمد به ۱۳ سال.
به گفتهٔ سازمان‌های فعال در زمینهٔ حقوق زنان، قتل‌های ناموسی در میان اقلیت مسیحی اردن هم (به نسبت جمعیت محدودشان) بسیار رواج دارد و دلیل آن در اغلب موارد، تمایل زنان مسیحی به ازدواج با مردان مسلمان است.

#### عراق
بر اساس یک نظرسنجی که در سال ۲۰۰۹ انجام شده، ۶۸ درصد مردان جوان عراقی قتل یک زن به دلیل «لکه‌دار کردن حیثیت خانواده» را تأیید می‌کنند.
قوانین عراق (مانند بسیاری از کشورهای منطقه) ضعف‌هایی در مواجهه با خشونت خانگی دارند. در حالی که مقامات اقلیم کردستان عراق بخش‌هایی از قانون مجازات را که «ناموسی بودن قتل» را دلیل تخفیف در مجازات مجرمان می‌دانست، حذف کرده‌اند این قوانین هنوز در قانون جزایی عراق وجود دارند و اجرا می‌شوند.

#### عربستان سعودی
در عربستان سعودی مردها خود را نگهبان ناموس خانواده‌شان می‌دانند و اغلب، اعضای خانواده که از نگر آن‌ها باعث «بی‌آبرویی» شده‌اند را مجازات می‌کنند. قربانیان معمولاً زنان و دختران هستند و مجازات آن در موارد جدی، مرگ است.

#### فلسطین
قوانین جزایی فلسطین متعلق به دهه ۱۹۶۰ میلادی و برگرفته از قوانین شرعی اردن هستند. این قوانین در چند دههٔ گذشته به دلیل حمایت ناکافی از زنان و مجازات‌های خفیف برای مردانی که عامل جنایات ناموسی هستند، مورد انتقاد بوده‌اند. در سال ۲۰۱۸ برخی از قوانین کیفری فلسطین اصلاح و به‌روز شدند. نسخهٔ جدید مادهٔ ۹۹ قاضیان را از تعیین مجازات‌های سبُک برای جرم‌هایی همچون قتل زنان و کودکان منع می‌کند. با ابن‌حال به عقیدهٔ فعالان حقوق زنان فلسطینی، این قوانین کارایی محدودی دارند زیرا جامعهٔ فلسطین تحت تأثیر عرف، سنت و مذهب است که وزن بیشتری نسبت به قانون دارند و معمولاً برای جرایم ناموسی مجازات‌های سنگین لحاظ نمی‌شود.

#### کویت
قتل‌های ناموسی در کویت پدیده‌ای نادر هستند. قوانین کیفری کویت عموماً غیر تبعیض‌آمیز هستند و بر مبنای آن‌ها همهٔ عاملان قتل، تجاوز، آدم‌ربایی یا خشونت علیه زنان در معرض مجازات‌های مختلف از حبس‌های طولانی تا مجازات اعدام قرار می‌گیرند. طبق این قوانین «متعرضان به نوامیس» به شدت مجازات می‌شوند و پلیس کویت هم با جدیت بر اجرای این قانون نظارت می‌کند. اما در مقابل، برای مردهایی که مرتکب قتل ناموسی می‌شوند مجازات شدیدی در نظر گرفته نشده‌است. مطابق مادهٔ ۱۵۳ قانون مجازات (مصوب ۱۹۶۰) اگر شوهر، همسر یا فاسق او را طی عمل زنا بکشد، مجازات او ۳ سال حبس به‌علاوهٔ ۲۲۵ دینار جریمهٔ نقدی است. همین مجازات برای هر کسی اعمال می‌شود که دختر، خواهر یا مادر خود را در حال ارتکاب زنا به قتل برساند.

#### لبنان
قتل و جرم‌های مرتبط با «ناموس» در لبنان هم پدیده‌ای شایع است؛ گرچه به اندازهٔ دیگر کشورهای عربی گزارش نمی‌شود. به گفتهٔ یک منبع امنیتی لبنانی قتل‌های ناموسی به‌خصوص در جاهایی مانند اردوگاه‌های پناه‌جویان گزارش نمی‌شوند و زمانی که قاتل، یکی از اعضای خانواده باشد، بستگان ترجیح می‌دهند جنایت را آشکار نکنند.
در سال ۲۰۱۱، پارلمان لبنان قانونی را تصویب کرد که بر اساس آن کسانی که ادعا می‌کنند همسر، دختر یا سایر اقوامشان را حین ارتکاب عملی منافی عفت کشته یا زخمی کرده‌اند، تخفیفی در مجازات‌شان داده نشود. با این‌حال هنوز قوانین دیگری (مانند مادهٔ ۲۵۲) وجود دارند که دستاویزی برای سبک کردن احکام مرتکبان جرائم ناموسی در محکمه‌های لبنان هستند.
بر اساس نظرسنجی سال ۲۰۱۹ تلویزیون عربی بی‌بی‌سی که در قالب پروژهٔ بارومیتر عربی انجام شد، ۲۷ درصد از الجزایری‌ها، ۲۵ درصد از مراکشی‌ها، ۱۴ درصد از سودانی‌ها و ۲۱ درصد از اردنی‌ها با «قتل به‌خاطر ناموس» موافق بوده‌اند در حالی‌که تنها ۸ درصد از مردم لبنان این عمل را تأیید کرده‌اند. بسیاری از موافقان معتقد بودند که قتل‌های ناموسی به محدود شدن «ازدواج‌های بین مذهبی» کمک می‌کند.

#### لیبی
آمار دقیقی در مورد میزان قتل‌های ناموسی در لیبی در دست نیست. طبق قوانین لیبی اگر متهم به قتل بتواند ادعایش مبنی بر «ارتکاب قتل به‌دلیل حفظ آبرو» را ثابت کند سیستم حقوقی آن کشور به‌صورت ضمنی این عمل او را تأیید می‌کند و مجازات قتل کاهش می‌یابد. مادهٔ ۳۷۵ قانون مجازات لیبی تصریح کرده‌است: 
«هرکسی که همسر، دختر، خواهر یا مادر خود را در حال زنا یا طی یک رابطهٔ جنسی نامشروع غافلگیر کند و به‌خاطر لکه‌دار شدن شرفش همسر یا شریک جنسی یا هردوی آن‌ها را بکشد مستحق مجازات زندان است. اگر عمل ضارب در این شرایط منجر به آسیب‌دیدگی جدی افراد مذکور شود، مجازات او حداکثر دو سال حبس خواهد بود و در صورت ضرب و شتم یا آسیب‌دیدگی سبک، مجازاتی شامل او نمی‌شود».

#### مراکش
بر اساس گزارش اداره مهاجرت و پناهندگان کانادا که در سال ۲۰۱۳ منتشر شده قتل ناموسی در مراکش پدیده‌ای نادر است و در جامعه هم مقبولیت چندانی ندارد. با این‌حال نتایج نظرسنجی سال ۲۰۱۹ پروژهٔ بارومیتر عربی نشان می‌دهند ۲۵ درصد از مردم مراکش، قتل ناموسی را تأیید می‌کنند. قانون مجازات مراکش که در ژوئیهٔ ۲۰۰۳ اصلاح شد در مورد مجازات شخصی که همسر خود را به دلیل زنا به‌قتل برساند، هیچ تبعیضی بین زن و مرد قائل نمی‌شود. پیش از بازبینی قوانین، در مجازات شوهری که همسر یا معشوق او را مورد ضرب و جرح قرار می‌داد یا می‌کشت، تخفیف‌هایی لحاظ می‌شد.

#### مصر
در مصر هم قتل‌های ناموسی معمولاً به دلیل تخطی زنان از هنجارهای جنسی مورد پذیرش جامعه اتفاق می‌افتند. این هنجارها تعریف دقیقی ندارند و ممکن است موضوعی مثل ملاقات یک زن با یک مرد (حتی اگر فقط یک سوءظن یا شایعه باشد) باعث قتل آن زن توسط همسرش یا دیگر مردان خانواده شود.
در این کشور سنت‌های آیینی انتقام‌جویانه مانند «اَلطار» همچنان رواج دارند که بر مبنای آن «انتقام بهتر از ننگ است». این سنت‌ها آن‌چنان ریشه دارند که انتقام‌های مبتنی بر آن‌ها ممکن است برای چند نسل ادامه پیدا کنند. با این‌حال رعنا حسینی، محقق قتل‌های ناموسی و فعال حقوق زنان براین باور است که مشکل جامعهٔ مصر فراتر از سُنت‌های اینچنینی است. برای مثال او ماجرای پدری را روایت می‌کند که پیش از قتل دخترش به‌دلیل «بی‌عفتی»، دو قلچماق را برای دو ساعت استخدام کرد تا به‌عنوان بخشی از مجازات، به او تجاوز کنند.
بر اساس یک گزارش که در سال ۱۹۹۵ منتشر شده ۵۲ قتل از ۸۱۹ قتل رخ‌داده در آن‌سال مصر، ناموسی بوده‌اند.

### آسیای شرقی

#### چین
قتل ناموسی در شرق آسیا پدیده‌ای نادر است. در چین فقط یک مورد وجود دارد که از سوی برخی به‌عنوان قتل ناموسی در نظر گرفته شده‌است. در ۱۵ آوریل ۲۰۱۷، مردی از قوم هوئی ساکن منطقهٔ ژونگنینگ در استان نینگ‌شیا، دخترش را به‌همراه دوست پسرش و رانندهٔ تاکسی‌ای که آن دو سوار ماشینش بودند به قتل رساند. پس از قتل، او به همراه پسرش جسدها را دفن کردند و تاکسی را هم آتش زدند. این مرد در اعترافاتش به پلیس گفت دخترش را کشته چون از او راضی نبوده‌است.

### اروپا

#### آلبانی
قتل ناموسی در آلبانی پدیده‌ای کم و بیش رایج است و بخشی از سُنت جاکماریا است. جاکماریا (به معنای خون‌ریزی) که ریشه در قوانین باستانی کانون دارد می‌تواند بابت اختلاف‌های مختلف مالی، ناموسی یا حتی عقیده‌ای اجرا شود. کانون مجموعه‌ای از قوانین شفاهی در ۱۲ بخش است که قدمت آن به قرن پانزدهم میلادی بازمی‌گردد و میراث دورانی‌ست که آلبانی جزوی از امپراتوری عثمانی بود. بر اساس قوانین کانون، جرم ناموسی بهایی ندارد جز ریختن خون متجاوز که البته این خون‌ریزی فقط شامل مردها می‌شود.
در نیمهٔ دوم قرن بیستم، دولت سوسیالیستی حاکم بر آلبانی، سعی کرد کانون و قوانینی مثل جاکماریا را با برخورد قهرآمیز ریشه‌کن کند. در آن سال‌ها ملتزمان به کانون یا اعدام می‌شدند یا به اردوگاه‌های کار اجباری فرستاده می‌شدند. با این وجود بحران اقتصادی سال ۱۹۹۷ آلبانی، منجر به هرج و مرج گستردهٔ اجتماعی و رواج مجدد کانون شد.
اهمیت عمل به آموزه‌های کانون نزد آلبانیایی‌ها به اندازه‌ای است که سالانه افراد زیادی از بیم مورد انتقام قرار گرفتن از آلبانی می‌گریزند و به کشورهای دیگر پناهنده می‌شوند اما خانواده‌های انتقام‌جو موفق می‌شوند تعدادی از آن‌ها را در کشور مقصد گیر انداخته و به‌قتل برسانند.

#### ایتالیا
پدیدهٔ قتل ناموسی تا اویل قرن بیستم به‌خصوص در جنوب ایتالیا رواج داشت. تا سال ۱۹۸۱ میلادی ماده‌ای در قوانین ایتالیا وجود داشت که مرتکبان قتل‌های ناموسی را از مجازات سخت رهایی می‌داد. طبق این ماده (شمارهٔ ۵۸۷ مصوب دههٔ ۱۹۳۰ میلادی):
«هرکسی به‌هنگام کشف رابطهٔ نامشروعی که باعث لکه‌دار شدن شرف او شود، مرتکب قتل همسر، دختر یا خواهر خود شود، مستوجب تحمل ۳ تا ۷ سال حبس است. همین مجازات برای هر کسی اعمال می‌شود که شخص دخیل در رابطه با همسر، دختر یا خواهرش را به قتل برساند».

#### روسیه
بین سال‌های ۲۰۱۲ تا ۲۰۱۷ حداقل ۳۶ مورد قتل ناموسی در منطقهٔ قفقاز شمالی رخ داده‌است. به علت تابو بودن این موضوع، اطلاعات کمی در مورد تعداد دقیق این قتل‌ها در این منطقهٔ عمدتاً مسلمان‌نشین وجود دارد. سازمان ملل متحد تخمین می‌زند که تعداد واقعی قربانیان می‌تواند ۱۰ برابر آمار اعلام شده‌باشد. فعالان حقوق زنان قفقاز معتقدند بسیار معمول است که چنین مواردی پنهان نگاه داشته‌شوند. به گفتهٔ آن‌ها پلیس محلی، پزشکان و وکلای خانواده‌های درگیر به آن‌ها کمک می‌کنند تا ردی از اتفاقات رخ داده به جای نگذارند و اگر کار به دادگاه برسد، معمولاً بستگان شخص درخواست می‌کنند جلسات دادرسی به صورت غیر علنی انجام شوند.
خفه کردن و قتل با چاقو شایع‌ترین روش‌های کشتن هستند، اما قتل با شلیک گلوله، مسموم کردن و حتی با تبر هم گزارش شده‌است. بیشتر اوقات، یک فرد به تنهایی در مورد قتل تصمیم نمی‌گیرد، بلکه جمعی از مردان خانواده اجازهٔ قتل را صادر می‌کنند. دلیل قتل‌های ناموسی زنان قفقاز می‌تواند از زنا تا یک شایعهٔ ساده درمورد یک رفتار غیراخلاقی باشد. در سال ۲۰۱۵، یک دختر اینگوش پس از آن‌که در حال سیگار کشیدن دیده شد، توسط عمویش خفه شد.

## در قوانین
در بسیاری از کشورهای خاورمیانه، شمال آفریقا و غرب آسیا، هنوز قوانینی وجود دارند که به‌صورت ضمنی قتل‌های ناموسی را تأیید می‌کنند. در این کشورها مرتکبان قتل‌های عادی با مجازات حبس ابد یا اعدام مواجه می‌شوند. این در حالیست که در بعضی از این کشورها هیچ مجازاتی برای جرایم ناموسی وجود ندارد و در برخی دیگر، مرتکبان این جرم‌ها حداکثر به شش ماه حبس محکوم می‌شوند.
- ایران: به موجب ماده ۱۷۹ قانون مجازات عمومی (مصوب ۱۳۰۴ و اصلاحات بعدی): «هر گاه شوهری زن خود را با مرد اجنبی در یک فراش یا در حالی که به منزله وجود در یک فراش است مشاهده کند و مرتکب قتل یاجرح یا ضرب یکی از آنها یا هر دو شود معاف از مجازات است. هر گاه کسی به طریق مزبور دختر یا خواهر خود را با مرد اجنبی ببیند در حقیقت هم علاقه زوجیت بین آنها نباشد و مرتکب قتل شود از یک ماه تا شش‌ماه به حبس تأدیبی محکوم خواهد شد و اگر در مورد قسمت اخیر این ماده مرتکب جرح یا ضرب شود به حبس تأدیبی از هشت روز تا دو ماه محکوم‌می‌شود.»[۶۳]
- پس از انقلاب اسلامی قانونگذار در ماده ۶۳۰ قانون مجازات اسلامی (باب تعزیرات) دامنه ماده فوق را محدود و شرایط سخت تری (چه از نظر ماهیتی و چه از نظر اثباتی) را مقرر نمود. به موجب این ماده: «هرگاه مردی همسر خود را در حال زنا با مرد اجنبی مشاهده کند و علم به تمکین زن داشته باشد، می‌تواند در همان حال آنان را به قتل برساند و در صورتی که زن مکرَه باشد، فقط مرد را می‌تواند به قتل برساند. حکم ضرب و جرح در این مورد نیز مانند قتل است.»
- مبنای این اصل قانونی فتاوای فقهای شیعه است که مبتنی بر روایاتی در این زمینه است. البته در این وضعیت هرچند شخص گناه و جرمی مرتکب نشده اما باید واقعه را در دادگاه اثبات کند. همچنین نظر مخالفی نیز در بین اقلیتی از فقها، همچون ابوالقاسم خویی، مطرح شده‌است که روایات مربوط به این حکم را غیرمعتبر یا مربوط به حالت دفاع می‌دانند.[۶۴]